# 艾尔明斯特·奥玛
艾尔明斯特·奥玛又译为“伊尔明斯特·艾摩”（Elminster Aumar，出生于212 DR）是龙与地下城角色扮演游戏中在被遗忘的国度中所设定的一个法师角色，也是被遗忘的国度中最受欢迎的角色之一。有人说他是被遺忘的國度的设计者爱德·格林沃(Ed Greenwood)的化身。艾尔明斯特与竖琴手同盟以及世界上许多的关键人物都有联系。
艾尔明斯特具有一个典型的法师形象：苍老、满脸的白胡须、尖尖的帽子。
他隐居在暗影谷，但是对世界上所发生的事情了如指掌，许多在被遗忘的国度中发生的危机都是被他化解的。在小说《黑暗之池》( Pool of Darkness)中，他与邪神的化身作战，最后拯救了全世界。